# Kościół Wniebowzięcia Najświętszej Maryi Panny „Ta’ Qrejċa” w Qormi
Kościół Wniebowzięcia Najświętszej Maryi Panny „Ta’ Qrejċa” lub „Ta’ Qrejqċa” (malt. Il-knisja ta’ Santa Marija Ta’ Qrejċa, ang. Church of St. Mary „Ta’ Qrejċa”) – rzymskokatolicki kościół w Qormi na Malcie.

Kościół położony jest przy Triq Santa Katerina na rogu Triq Stanislaw Gatt.

## Historia
Budowa kościoła pod wezwaniem Wniebowzięcia Najświętszej Maryi Panny w Qormi datowana jest na XVI wiek. Pierwsza wzmianka na jego temat pochodzi z raportu Mons. Pietro Dusiny z 1575. Świątynia miała wówczas jedynie ołtarz, nie było w niej drzwi ani przyborów do pełnienia posługi religijnej, nie miała też rektora. Opiekunami kościoła, a także dwóch pozostałych kościołów przy Triq Santa Katerina, św. Piotra oraz św. Katarzyny, była bogata i wpływowa rodzina Cassia (lub Casha). Dusina zalecił notariuszowi Antonio Cassii wprawienie drzwi do kościoła oraz wykonanie placyku przed nim.

Podczas wizyty duszpasterskiej biskupa Tomasa Gargallo w 1588 w raporcie kościół został określony jako „mała budowla” z ołtarzem, podłogą, drewnianymi drzwiami i wszystkim innym, co potrzebne do sprawowania kultu. Oznacza to, że zalecenie Dusiny zostało wykonane. Giovanni Maria Cassia mieszkający w Valletcie, spadkobierca zmarłego Antonio Cassii, nadal opiekował się kościołem..

W 1601 opieka nad kościołem przekazana została proboszczowi parafii. Kolejne wizyty duszpasterskie biskupów Gargallo w 1604 oraz Baldassere Cagliaresa w 1615 i 1618 stwierdziły mniejsze lub większe braki w kościele.

Około 1650 (Guillaumier podaje 1690) kościół został przebudowany na koszt barona Ġjacintu Cassii, przybierając dzisiejszy wygląd. Dzwonnica nad fasadą została dobudowana później.

Przez jakiś czas w kaplicy prowadzono katechezę. Służyła również jako magazyn parafii św. Jerzego. Później przez wiele lat kościół był zamknięty. W 2009 przeszedł solidną odnowę, gdyż jego stan groził zawaleniem. Prace wykonane zostały staraniem lokalnego samorządu.

## Architektura

### Wygląd zewnętrzny
Na pierwszy rzut oka budynek kościoła wygląda jak kwadratowe pudełko bez żadnych ozdób. Jednak kilka szczegółów jest mocno widocznych. Przed budynkiem znajduje się zuntier, otoczony z trzech stron niewysokim murkiem plac, na który prowadzą dwa stopnie. Jest on stosunkowo duży, biorąc pod uwagę wielkość kościoła. Wejście do kościoła, z dwuczęściowymi drewnianymi drzwiami, jest prostokątne. Po każdej jego stronie znajduje się niewielkie okno, zabezpieczone kratą, umożliwiające wiernym adorowanie Najświętszego Sakramentu. Wejście otoczone jest zdobionym portalem. Nad wejściem prosty gzyms oparty na dwóch wspornikach w formie esownicy. Na fryzie pomiędzy gzymsem i drzwiami trzy ozdobne owale, z których środkowy nosi wzór promieni słonecznych z krzyżem w środku. Pomiędzy nimi misterne kwiatowe motywy. Całość wygląda nie na miejscu przy tak prostej fasadzie, bardzo przypomina wejście w pobliskim kościele św. Piotra Męczennika. Powyżej, w miejscu gdzie zazwyczaj znajduje się wole oko, umieszczona jest niewielka płytka z powtórzonym wzorem z fryzu nad drzwiami, nad nią zaś mały owalny medalion przedstawiający Matkę Bożą.

Dzwonnica znajdująca się centralnie nad fasadą, została dobudowana później. Składa się ona z czterech kolumn w stylu kompozytowym połączonych łukami, na których spoczywa zadaszenie z gzymsem. Nad przednimi kolumnami znajdują się dwie kule z płomieniami. Pośrodku zadaszenia dzwonnicy ozdobny piedestał z elementami woluty, na którym stoi kamienny krzyż. Dzwonnica ta, wraz z ozdobami wokół drzwi, ostro kontrastuje z resztą elewacji, która jest całkowicie gładka i pozbawiona jakichkolwiek dekoracji. Kiedyś dzwonnica miała co najmniej jeden dzwon, dziś jest pusta, a dzwon został przeniesiony do muzeum parafialnego podczas restauracji w 2009.

Kościół ma również parę kamiennych rzygaczy, po jednym nad każdą z bocznych ścian. Mają one postać kwadratowych rur. W północnej elewacji znajdują się boczne drzwi. Kościół nie ma zakrystii.

### Wnętrze
Kościół od wewnątrz jest równie prosty, jak z zewnątrz. Sklepienie jest niskie i z niewielkim skosem, opiera się na trzech kamiennych łukach, które zaczynają wystawać ze ściany powyżej ósmej warstwy kamienia. W lewej ścianie u dołu, prawie w narożniku w części prezbiterium, znajduje się kwadratowa nisza, która w przeszłości mogła służyć jako podręczna szafka np. na szaty liturgiczne.

W kościele jest jeden ołtarz, umieszczony w podwyższonym o jeden stopień od reszty kościoła prezbiterium, odnowiony w 2009. Nad ołtarzem znajduje się obraz nieznanego artysty przedstawiający Matkę Bożą. Obraz ten otoczony jest prostą kamienną ramą. Na ołtarzu stoi sześć świeczników ze świecami. Po jego lewej stronie w tylnej ścianie znajduje się mała wnęka, która prawdopodobnie była używana jako tabernakulum.

Swego czasu w kościele znajdował się również obraz Święty Paweł Apostoł; został on przeniesiony do muzeum parafialnego w celu konserwacji.

## Pochodzenie nazwy „Ta’ Qrejċa”
Lokalnie istniała tradycja pielgrzymki do siedmiu kościołów (malt. Tas-Seba’ Visti) w święto Wniebowzięcia Najświętszej Maryi Panny 15 sierpnia. Wszystkie kościoły znajdowały się w parafii św. Jerzego w Qormi, która była znacznie większa niż obecnie. Pielgrzymkę kończono w tej kaplicy. Tutaj zmęczonych pielgrzymów karmiono pieczoną wieprzowiną z prosięcia, które przez cały rok swobodnie wędrowało po okolicy i było karmione przez mieszkańców. Słowo qrejċa (lub qrejqċa) jest starym słowem odnoszącym się do gotowanego tłuszczu i skóry wieprzowej, czyli skwarków z tłuszczem, które zwykle podawano biednym na zakończenie pielgrzymki.

## Świątynia dzisiaj
Kościół dziś nie jest wykorzystywany do celów religijnych, jedynie okazjonalnie jest otwierany podczas fiesty 15 sierpnia.

## Święto patronalne
Święto patronalne kościoła przypada 15 sierpnia.

## Ochrona dziedzictwa kulturowego
Kościół umieszczony jest na liście National Inventory of the Cultural Property of the Maltese Islands pod nr. 00426.